# Institut africain de la gouvernance
Pour les articles homonymes, voir Institut sur la gouvernance (homonymie).
L'Institut africain de la gouvernance est un organisme panafricain, à la fois lié à l'Union africaine et indépendant dans son fonctionnement. Il est un cadre de travail pour approfondir les réflexions sur la gouvernance à l’échelle du continent.
L’Institut est basé à Dakar, où il bénéficie d’un accord de siège avec le statut d’une organisation internationale africaine.